# Synete schistacea
Synete schistacea är en fjärilsart som beskrevs av Sergius G. Kiriakoff 1968. Synete schistacea ingår i släktet Synete och familjen tandspinnare. Inga underarter finns listade i Catalogue of Life.